# Cosmoconus dlabolai
Cosmoconus dlabolai là một loài tò vò trong họ Ichneumonidae.